# Gyllene padda
Gyllene padda (Bufo periglenes) var en art inom familjen äkta paddor som tidigare fanns i ett område med molnskog i norra Costa Rica.
Paddorna var knappt fem centimeter långa. Hannarna var ljust orangea och honorna var svarta med scharlakansröda fläckar som hade gula kanter.
Under parningstiden som ägde rum mellan april och juni samlades flera exemplar på ett ställe. För varje hona fanns cirka åtta hannar och några hannar försökte para sig med andra smådjur ifall de inte fick tag i en hona. Det iakttogs bollar av flera hannar som höll varandra fast i famntag (amplexus). Vid parningen la honan 200 till 300 ägg som hade cirka en diameter av 3 mm och som befruktades av hannarna. Parningen ägde rum i små vattenpölar som bildades under regntiden. Det tog cirka fem veckor till grodynglens metamorfos var avslutad. Arten hade antagligen små ryggradslösa djur som föda.
Arten upptäcktes av herpetologen Jay Savage 1966. Den sista exemplaret siktades den 15 maj 1989, då biologen Martha Crump såg en ensam hane. År 2004 listade Internationella naturvårdsunionen (IUCN) arten som utdöd.
Den australienske däggdjursvetaren Tim Flannery har i sin bok Vädermakarna – Människan och klimatet menat att det är den globala uppvärmningen som har orsakat den gyllene paddans utrotning. Enligt andra teorier var arten för mycket beroende av små pölar och ett år med torka kan ha orsakad en massdöd. Även en sjukdom orsakad av gisselsvampar (Chytridiomycota) eller för mycket UV-ljus utpekas som grund för utdöendet.
Arten beskrevs först vetenskapligt som Bufo periglenes av Savage, 1967. Ett synonymt vetenskapligt namn är Incilius periglenes (släktet  Incilius betraktas antingen som ett eget släkte eller som ett undersläkte till Bufo). Inga underarter finns listade.